# انفورماتیک پزشکی

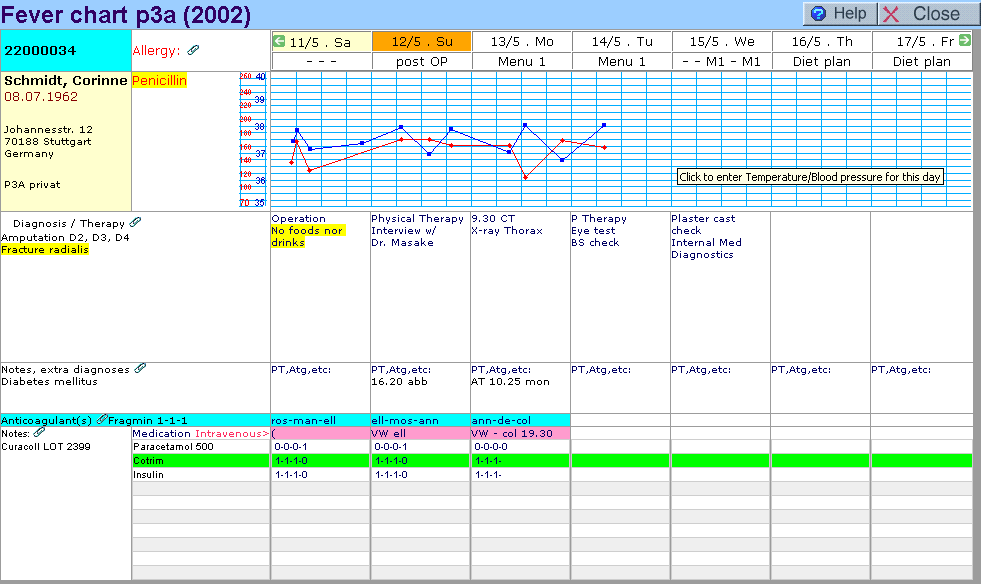
نمودار الکترونیکی بیمار از یک سیستم اطلاعات سلامت

انفورماتیک پزشکی دانشی چند رشته‌ای است (Multidisciplinary) که از ترکیب علوم مختلف تشکیل شده که هدف اولیه آن‌ها جمع‌آوری، نگهداری، تحلیل، و پردازش اطلاعات در حوزه علوم پزشکی و سلامت است. این علوم شامل رشته‌های مختلف دانش مانند علوم کامپیوتر و طراحی نرم‌افزار، دانش اطلاعات (Information Science)، علوم شناختی (Cognitive Science)، مهندسی نیاز، مهندسی ارتباطات انسان و کامپیوتر می‌گردد.
متخصص انفورماتیک پزشکی می‌تواند سیستم‌های مراکز بهداشتی درمانی را ارزیابی کرده و نیازهای نرم‌افزاری و سخت‌افزاری آنان را تشخیص دهد. همچنین می‌تواند با استفاده از دانش تخصصی انفورماتیک پزشکی نسبت به طراحی سیستم‌های تصمیم یار (Decision Support Systems)، سیستم‌های خبره، سیستم‌های پزشکی از راه دور و همراه با استفاده از روش‌های مختلف از جمله هوش مصنوعی اقدام و اینگونه سیستم‌ها را در اختیار گروه پزشکی و بالینی قرار دهد. با این توانایی‌ها بهترین گزینه برای مدیریت (رهبری) تیم طراحی سیستم‌های تخصصی پزشکی و پیراپزشکی محسوب می‌شوند.

## تاریخچه
در سراسر جهان استفاده از فناوری رایانه در پزشکی در اوایل دهه ۱۹۵۰ با رشد کامپیوترها آغاز شد. در سال ۱۹۴۹، گوستاو واگنر اولین سازمان حرفه‌ای انفورماتیک را در آلمان تأسیس کرد. این علم برای اولین بار در فرانسه در دهه ۶۰ با عنوان Informatique Medicale معرفی گردید. اولین بخش‌های انفورماتیک پزشکی از دهه ۶۰ در کشورهای آلمان، فرانسه، بلژیک و هلند شروع بکار نمودند و واحدهای تخصصی تحقیقات در انفورماتیک پزشکی نیز در دهه ۷۰ در لهستان و ایالات متحده به‌وجود آمدند. از آن زمان، توسعه تحقیقات، آموزش و پرورش و زیرساخت‌های اطلاعاتی با کیفیت بالا، هدف ایالات متحده و اتحادیه اروپا بوده‌است. از اواخر دهه هفتاد انجمن بین‌المللی انفورماتیک پزشکی به صورت یک کمیته فنی در فدراسیون بین‌المللی پردازش اطلاعات ایجاد شد که از سال ۱۹۸۷ تا کنون به عنوان بزرگترین سازمان بین‌المللی صاحبنظر در شاخه‌های مختلف انفورماتیک پزشکی فعالیت می‌کند.

### انفورماتیک پزشکی در ایالات متحده
با وجود اینکه ایده استفاده از رایانه در پزشکی به عنوان یک فناوری پیشرفته در اوایل قرن بیستم مطرح شد، اما تا سال‌های ۱۹۵۰، انفورماتیک در ایالات متحده تأثیری نداشت. اولین استفاده‌های کامپیوترهای دیجیتال الکترونیکی در پزشکی برای پروژه‌های دندانپزشکی در دهه ۱۹۵۰ در دفتر استانداردهای ملی ایالات متحده توسط رابرت لدلی بود. در اواخر دهه ۱۹۵۰ تحت نظارت لدلی در مورد استفاده از رایانه در زیست‌شناسی و پزشکی (که برای NAS-NRC انجام شد) و به واسطه مقالات او و لاستد، NIH نخستین تلاش اصلی برای معرفی کامپیوتر به زیست‌شناسی و پزشکی را آغاز کرد. در اواسط دهه ۱۹۶۰، سیستم‌های خبره (که عمدتاً تحت حمایت NIH بودند) مانند MYCIN و Internist-I توسعه یافتند. در سال ۱۹۶۵، کتابخانه ملی پزشکی شروع به استفاده از MEDLINE و MEDLARS کردند. در سال‌های ۱۹۷۰ تا ۱۹۸۰ سیستم‌های اطلاعات بالینی در مقیاس بزرگ، از جمله سیستم‌های اطلاعاتی بیمارستانی (به عنوان مثال، HELP در بیمارستان LDS یوتا) و سیستم‌های الکترونیکی مدارک پزشکی (به عنوان مثال، PROMIS در دانشگاه ورمونت) در موسسات پیشگام دانشگاهی شروع به ظاهر شدن نمودند که بعداً توسط محصولات تجاری با قابلیت‌های محدود دنبال شدند. سیستم MYCIN برای تشخیص و درمان باکتریمی و مننژیت در استنفورد توسعه یافت و ارزیابی گردید. در دهه ۱۹۷۰، تعداد بیشتری از فروشندگان تجاری شروع به فروش سیستم مدیریت پرونده و سیستم‌های مدارک پزشکی الکترونیکی کردند در سال ۱۹۷۰،  Warner Slack، وHoward Bleich، بخش علمی متخصصین بالینی را در مرکز دانشکده پزشکی هاروارد تأسیس کردند.

### تاریخچه انفورماتیک پزشکی در ایران
فعالیت در زمینه انفورماتیک پزشکی در ایران بعد از انقلاب فرهنگی و تأسیس دانشگاه‌های علوم پزشکی در سال 1364 به‌طور عملی آغاز گردید. به صورت آکادمیک با ارائه برنامه‌های درسی رشته مذکور توسط دانشگاه‌های علوم پزشکی شهید بهشتی، تهران، و مشهد و پس از برگزاری جلسات متعدد توسط حوزه معاونت آموزشی وزارت بهداشت در سال 1387 و با پیگیری بورد مدیریت اطلاعات بهداشتی  و بر اساس مستندات موجود در وزارت بهداشت در سال 1388 ، در مقطع کارشناسی ارشد و دکترا، راه اندازی گردید. در اولین دوره پذیرش این رشته در مقطع دکتری، دانشگاه علوم پزشکی مشهد  و دانشگاه علوم پزشکی شهید بهشتی و دانشگاه علوم پزشکی تهران، برای پذیرش دانشجو در این رشته مجوز گرفتند. در اولین دوره کارشناسی ارشد نیز دانشگاه علوم پزشکی شهید بهشتی، دانشگاه علوم پزشکی تهران ودانشگاه علوم پزشکی ایران تنها دانشگاه‌های پذیرنده دانشجو بودند که در سال ۱۳۹۰، دانشگاه‌های علوم پزشکی مشهد، دانشگاه علوم پزشکی شیراز و دانشگاه علوم پزشکی تربیت مدرس نیز به لیست دانشگاه‌های پذیرنده دانشجو اضافه شدند. از سال ۱۳۹۴ دانشگاه‌های علوم پزشکی شهر تبریز و دانشگاه علوم پزشکی ارومیه نیز در رشته انفورماتیک پزشکی در مقطع کارشناسی ارشد اقدام به پذیرش دانشجو کردند.

## سابقه
تعداد زیادی از دانشگاه‌های معتبر جهان به تربیت دانشجو در این رشته می‌پردازند. این رشته دارای گرایش‌های متعددی از جمله Dental Informatic, Nursing Informatic ,Imaging Informatic (در این حوزه، افراد بر روی بافت‌ها و ارگان‌ها با گرایش بر روی کاربردهای انفورماتیک تصویر، تمرکز دارند. مجموعه مسائلی پیرامون رادیولوژی، مدیریت تصاویر و تحلیل تصاویر مانند پاتولوژی و درماتولوژی در این حیطه مطرح می‌شوند)، Clinical Informatic (در این حوزه، کاربرد انفورماتیک در مراقبت مطرح می‌شود) و Public health Informatic (در این حیطه عملکرد انفورماتیک از فرد به جامعه و بهداشت افراد متمرکز می‌شود) می‌باشد.
دیدگاه برخی دانشگاه‌ها و مراکز و مجامع علمی جهان در نورد این رشته به صورت زیر می‌باشد:
دپارتمان مدیکال انفورماتیک دانشگاه استنفورد بیان می‌دارد که مدیکال انفورماتیک رشته‌ای جدید و سریعاً در حال گسترش می‌باشد که دربارهٔ علم ذخیره، بازیابی داده‌ها و استفاده بهینه از تحلیل اطلاعات به دست آمده در حل مشکلات و ارتقای روش‌ها بحث می‌کند. این علم ارتباط نزدیکی بین علوم پایه پزشکی و تکنولوژی جدید در حال گسترش کامپیوتر، مخابرات و ارتباطات برقرار می‌کند و به‌طور خلاصه به عنوان علم کامپیوتر پزشکی از آن یاد می‌شود.
انجمن ملی مدیکال انفورماتیک بریتانیا (BMIS) در این باره عنوان می‌دارد:که امروزه داده ورزی پزشکی به عنوان روشی مرسوم در تحلیل و آنالیز اطلاعات در راستای مراقبت و ارائه خدمات درمانی به تدریج با داده ورزی بهداشتی با دیدی وسیعتر به معنی استفاده مهارت‌ها و ابزارها در تحلیل اطلاعات بهداشتی درمانی مفید و کارآمد جایگزین می‌شود و بنابراین بزودی به عنوان یکی از پایه‌های اصلی خدمات و فعالیت‌های بهداشتی به حساب خواهد آمد.
گروه مدیکال انفورماتیک دانشگاه کالیفرنیا، این رشته را رابطی بین رشته‌های پزشکی و خدمات بهداشتی درمانی با علوم و فنون و تکنولوژی جدید از جمله برق و کامپیوتر می‌داند. مراجع اصلی آموزش مدیکال انفورماتیک در این دانشگاه، انفورماتیک پزشکی را متفاوت از دانش‌های دیگر بشری می‌دانند و علاوه بر اینکه این رشته را ماحصل تکامل تدریجی علم بشری در طی اعصار و قرون می‌دانند، معتقد هستند که این دانش به عنوان فرزند علوم، زاده تمامی دانش‌های دیگر بوده و شدیداً به آن‌ها وابسته است. گروه مدیکال انفورماتیک دانشگاه کالیفرنیا معتقد است که از آنجایی که این رشته به عنوان زمینه ای جهت گسترش تئوری‌های قابل اثبات بوده‌است پس یک علم مستقل محسوب می‌شود.

## زمینه‌های کاربردی
زمینه‌های کاری عبارتند از: داده کاوی و تصمیم‌گیری در پزشکی، انفورماتیک تصویربرداری پزشکی و پردازش تصاویر پزشکی، پرونده الکترونیک سلامت، پزشکی از راه دور، کاربرد موبایل در پزشکی، طراحی سیستم‌های اطلاعات در پزشکی، ارزیابی سیستم‌های اطلاعات، مدیریت و مشارکت در طراحی و تولید برنامه‌ها و نرم‌افزارهای پزشکی، کاربرد هوش مصنوعی در پزشکی، کاربرد فناوری اطلاعات در پزشکی، کاربرد انفورماتیک در رشته‌های مختلف پزشکی، دندانپزشکی، داروسازی، پرستاری، پیراپزشکی و علوم پایه. با آنکه دانش کامپیوتر و اطلاعات (که با همدیگر دانش انفورماتیک را شکل می‌دهند) در واقع دو دانش مورد استفاده در تمام علوم امروزی می‌باشند، ولی از آنجا که علوم مرتبط با پزشکی و سلامت بزرگترین و پیچیده‌ترین گستره دانش را در دنیای فعلی اطلاعات و دانش فعلی جهان تشکیل می‌دهند، دانش انفورماتیک پزشکی به صورت دانشی مستقل و آکادمیک شکل گرفته و توسعه یافته‌است.

## آیا انفورماتیک پزشکی رشته جدیدی به حساب می‌آید؟
این رشته در ایران رشته جدیدی به حساب می‌آید و در کشورهای پیشرفته رشته‌ای با بیش از نیم قرن سابقه است. از لحاظ کاربردی، این دانش در اواسط قرن بیستم با اولین کاربردهای کامپیوتر در علوم پزشکی شکل گرفت و اولین برنامه‌های هوشمند تشخیصی پزشکی در دهه شصت میلادی (یعنی حدود دهه سی شمسی) نوشته شدند، و اولین بیمارستان الکترونیک در دهه هفتاد (حدود ۱۳۵۰ شمسی) راه اندازی گردید.
رشته دانشگاهی انفورماتیک پزشکی نیز از دهه هفتاد (در اروپا و آمریکا) شکل گرفت و در حال حاضر نزدیک به هفتاد دانشگاه در سرتاسر جهان، به صورت رسمی این رشته را ارائه می‌دهند.
فعالیت در زمینه انفورماتیک پزشکی در ایران بعد از انقلاب فرهنگی و تأسیس دانشگاه‌های علوم پزشکی در سال 1364 به‌طور عملی آغاز گردید. به صورت آکادمیک با ارائه برنامه‌های درسی رشته مذکور توسط دانشگاه‌های علوم پزشکی شهید بهشتی، تهران، و مشهد و پس از برگزاری جلسات متعدد توسط حوزه معاونت آموزشی وزارت بهداشت در سال 1387 و با پیگیری بورد مدیریت اطلاعات بهداشتی و بر اساس مستندات موجود در وزارت بهداشت در سال 1388 و همزمان با ورود برخی از فارغ التحصیلان آن از خارج کشور، در مقطع کارشناسی ارشد و دکترا، راه اندازی گردید. هم‌اکنون مقطع دکتری در دانشگاه‌های علوم پزشکی ایران، تهران، شهید بهشتی و مشهد و مقطع ارشد در دانشگاه‌های علوم پزشکی ایران، تهران، شهید بهشتی، دانشکده مهندسی پزشکی دانشگاه امیر کبیر، تربیت مدرس، مشهد، شیراز، کرمان و ارومیه پذیرش دانشجو دارد.

## تفاوت با سایر رشته‌ها
از رشته‌های فعلی دانشگاهی در کشور، چند رشته زیر دارای ارتباطات و شباهت با رشته انفورماتیک پزشکی می‌باشند، که می‌توان تفاوت آن‌ها را از لحاظ واحدهای درسی که دانشجویان هر رشته می‌گذرانند ظرفیت هر رشته و دانشگاه‌های پذیرده بررسی کرد:
| مقایسه رشته‌ها برحسب مقطع          | مقطع کارشناسی     |                                                                |                                                   | مقطع کارشناسی ارشد | |              | مقطع دکتری        | |                                                   |
| --------------------------------- | ----------------- | -------------------------------------------------------------- | ------------------------------------------------- | ------------------ | --- | ------------ | ----------------- | --- | ------------------------------------------------- |
|                                   | ظرفیت (کل) سال ۹۷ | دانشگاه‌های پذیرنده                                             | واحدهای درسی                                      | ظرفیت (کل) سال ۹۷  | دانشگاه‌های پذیرنده | واحدهای درسی | ظرفیت (کل) سال ۹۷ | دانشگاه‌های پذیرنده | واحدهای درسی                                      |
| انفورماتیک پزشکی                  | کارشناسی ندارد    | کارشناسی ندارد                                                 | کارشناسی ندارد                                    | ۴۳                 | ارومیه- اهواز-ایران-تبریز-تربیت مدرس- تهران-شهیدبهشتی-شیراز-کرمان- مشهد |              | ۱۵                | کرمان- شهید بهشتی -ایران- مشهد                                                                                                | بایگانی‌شده در ۵ سپتامبر ۲۰۱۸ توسط Wayback Machine |
| فناوری اطلاعات سلامت(HIT)         | ۵۴۷               | اکثر دانشگاه‌های علوم پزشکی کشور                                | بایگانی‌شده در ۵ سپتامبر ۲۰۱۸ توسط Wayback Machine | ۴۶                 | ارومیه-اصفهان-ایران-تبریز- تهران-شهیدبهشتی- شیراز-کاشان-کرمان- مشهد |              | دکترا ندارد       | دکترا ندارد | دکترا ندارد                                       |
| ارزیابی فناوری اطلاعات سلامت(HTA) | کارشناسی ندارد    | کارشناسی ندارد                                                 | کارشناسی ندارد                                    | ۹                  | علوم پزشکی ایران-کرمان-یزد |              | دکترا ندرد        | دکترا ندرد | دکترا ندرد                                        |
| مدیریت اطلاعات بهداشتی-درمانی     | کارشناسی ندارد    | کارشناسی ندارد                                                 | کارشناسی ندارد                                    | ارشد ندارد         | ارشد ندارد | ارشد ندارد   |                   | شیراز-تهران- کاشان - تبریز |                                                   |
| مدیریت خدمات بهداشتی درمانی       | ۲۰۵               | اصفهان-بم-بقیةالله-تبریز-جندی شاپور اهواز-زابل-شیراز-قزوین-یزد |                                                   |                    | ارتش- اصفهان- اهواز-ایران-بقیةالله- تبریز-تهران-زاهدان-شهید بهشتی-شیراز-قزوین-کرمان- مازندران-مشهد-یزد |              |                   | شیراز-اصفهان- کرمان- مشهد-تبریز- تهران- ایران                                                                                 |                                                   |
| زیست فناوری پزشکی (بیوتکنولوژی)   | ۱۳۶۷              | غیرانتفاعی (۹۵۴)+ روزانه(413)                                  |                                                   | ۱۴۹                | اراک-اصفهان-ایران-بابل-بجنورد-بقیه اله-بیرجند-تبریز-تربیت مدرس-تهران-زنجان-انتقال خون ایران-شاهرود-شهرکهنه- شیراز-فسا-قزوین-کرمانشاه-گلستان-گیلان-مارزندران-لرستان-مشهد-همدان-یزد-آزاد خوراسگان -آزاد واحد تهران |              | ۴۴                | تهران- تبریز- بقیه اله- ایران- تربیت مدرس - سمنان- شهیدبهشتی- انستیتو پاستور ایران- شیراز- شهرکرد- زنجان- همدان- گلستان- مشهد |                                                   |
| مهندسی پزشکی                      | ۱۱۲               | غیرانتفاعی (112)                                               |                                                   | ۶۰                 | بیوالکتریک(۴۹): اصفهان-تبریز-تهران-بهشتی-شیراز-کرمانشاه-آزاد سمنان(۴) زیست مواد: اصفهان(7) |              |                   | بیو الکتریک: تهران- اصفهان - شهیدبهشتی                                                                                        |                                                   |

## متخصصین این رشته چه کاری انجام می‌دهند و عملاً در چگونه جاهایی مشغول به کار می‌شوند؟
انتظار می‌رود که در آینده و با رشد روزافزون استفاده از فناوری اطلاعات در سیستم‌های سلامت، نیاز به متخصصین این رشته بیشتر و بیشتر گردد.
متخصصین این رشته می‌توانند در سه بخش مشغول به کار شوند:
1. دانشگاه‌ها و مراکز آموزش عالی، به عنوان عضو هیئت علمی برای آموزش تخصصی در دوره‌های کارشناسی ارشد یا دکترای تخصصی انفورماتیک پزشکی و نیز تحقیق و پژوهش در شاخه‌های مرتبط یا به عنوان مدیران فناوری اطلاعات در دانشکده‌ها و بیمارستان‌ها.
2. راه اندازی شرکت‌های دانش بنیان به منظور طراحی استانداردهای اطلاعات سلامت، مدلسازی و طراحی فرایندهای بالینی - کاری، طراحی نرم‌افزارهای مرتبط با اطلاعات سلامت از جمله مدیریت طراحی، اجراء، ارزیابی و پشتیبانی پروژه‌های مرتبط با انفورماتیک پزشکی، سیستم‌های پرونده الکترونیک سلامت، سیستم‌های کمک تشخیصی و تصمیم یار پزشکی، سیستم‌های ثبت (رجیستری) سلامت برای اکتشاف دانش پزشکی، سیستم‌های پزشکی از راه دور.
3. سازمان‌ها و مراکز دولتی حوزه سلامت، به عنوان مدیران فناوری اطلاعات سازمان‌ها، طراحان سیستم‌های اطلاعات سلامت، مشاورین تخصصی در زمینه انتخاب، اجرا، یا ارزیابی سیستم‌ها و نرم‌افزارهای اطلاعات سلامت.
4. بخش خصوصی، به عنوان راه اندازی شرکت‌های طراحی سیستم‌های تجاری اطلاعات سلامت، مانند سیستم‌های اطلاعات بیمارستان و پرونده الکترونیک سلامت، سیستم‌های مدیریت اطلاعات مطب‌ها و کلینیک‌ها، سیستم‌های کمک تشخیصی رومیزی، راه اندازی شرکت‌های مشاوره در زمینه‌های مرتبط با انفورماتیک پزشکی.